# Ubytek

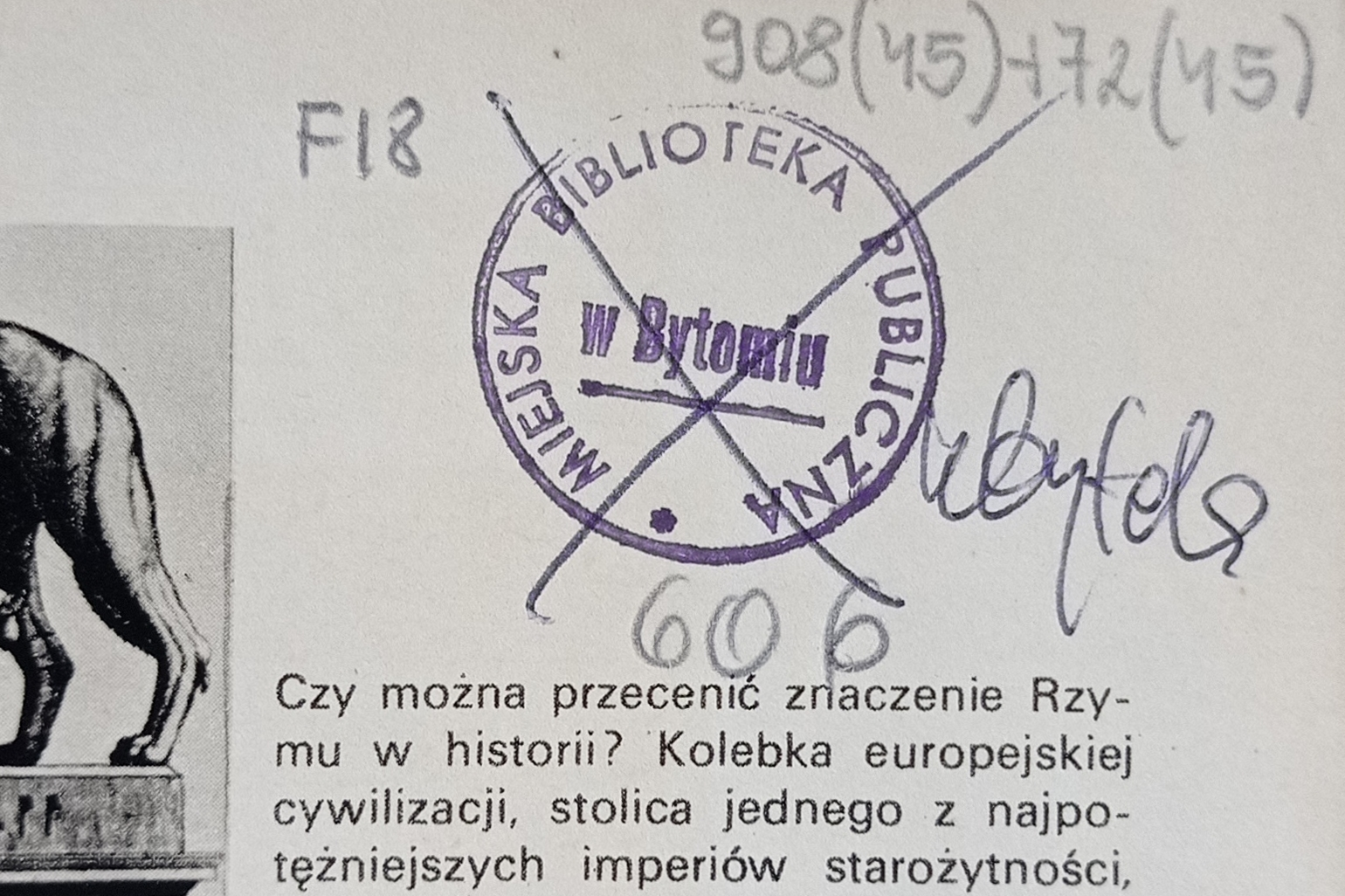
Zubytkowana książka z przekreśloną pieczątką biblioteki

Ubytek – strata, uszczerbek, różnica ilościowa pomiędzy stanem pierwotnym a aktualnym.

## W bibliotekarstwie
- ubytek – jednostka biblioteczna (np. egzemplarz książki, czasopisma[1]) usunięta z biblioteki[2]

## W logistyce, rachunkowości
- ubytek naturalny
- ubytek nadzwyczajny – niedobór przekraczający poziom ustalonych ubytków naturalnych.

Jako takie zaliczane są również szkody.
Prawidłowe określenie ubytków jest istotne podczas inwentaryzacji
- dla ustalenia różnic inwentaryzacyjnych,
- sposobu ich zaksięgowania,
- oraz rozliczenia osoby materialnie odpowiedzialnej.

## W stomatologii
- ubytek próchniczy – otwór w zębie powstały wskutek próchnicy.